# Nebojša

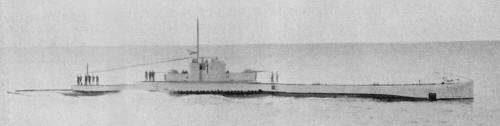
Sous-marin de classe Hrabri

Le Nebojša est un sous-marin yougoslave de classe Hrabri. Sa conception est très proche des sous-marins britanniques de classe L.
Construit par les chantiers Vickers-Armstrongs sur la Tyne pour le royaume de Yougoslavie, il est lancé en 1927. Après l'invasion de la Yougoslavie en 1941, il parvient à fuir sans être intercepté par la marine italienne et à rejoindre les forces britanniques où il sert de navire d'entraînement.
Après la Seconde Guerre mondiale, il est récupéré par le nouveau gouvernement yougoslave et prend le nom de Tara. Retiré du service en 1954, il est démoli en 1958.